# Bolboschoenus glaucus
Bolboschoenus glaucus é uma espécie de planta com flor pertencente à família Cyperaceae. 
A autoridade científica da espécie é (Lam.) S.G. Sm., tendo sido publicada em Novon 5(1): 101. 1995.

## Portugal
Trata-se de uma espécie presente no território português, nomeadamente em Portugal Continental.
Em termos de naturalidade é nativa da região atrás referida.

## Protecção
Não se encontra protegida por legislação portuguesa ou da Comunidade Europeia.